# Thaltia subangulata
Thaltia subangulata är en snäckart. Thaltia subangulata ingår i släktet Thaltia och familjen pärlemorsnäckor. Inga underarter finns listade i Catalogue of Life.